# محمد معظم‌السلطان
میرزا محمدخان معظم‌السلطان (۱۲۵۴خ - گلپایگان - اول آبان ۱۳۱۲خ اصفهان) با نام خانوادگی معظمی گلپایگانی نماینده خوانسار و گلپایگان در دوره‌های پنجم و ششم مجلس شورای ملی بود.
پدرش میرزا یحیی خان معظم‌السلطان در عصر ناصرالدین شاه قاجار حاکم گلپایگان بود. خودش به خدمت نظام درآمد و به درجه سرتیپی رسید و در سال ۱۳۰۲ به نمایندگی از خوانسار و گلپایگان به مجلس شورای ملی رفت. دکتر عبدالله معظمی از فعالان جبهه ملی و رئیس مجلس شورای ملی در زمان نخست‌وزیری دکتر مصدق (مجلس هفدهم) پسر او بود.
معظم‌السلطان در بقعه تکیه مادر شاهزاده در گورستان تخت فولاد اصفهان به خاک سپرده شد.